# Dipartimento di Leandro N. Alem
Il dipartimento di Leandro N. Alem è un dipartimento dell'Argentina situato nel centro-sud della provincia di Misiones. Confina con i dipartimenti di Capital, Oberá, Candelaria, Apóstoles, Concepción de la Sierra e San Javier.
Ha una superficie complessiva di 1.070 km², equivalente al 3,6% del totale della provincia. La sua popolazione è di 45.075 abitanti, mentre la densità è pari a 42,13 ab/km² (censimento 2010 INDEC).
I municipi che compongono il dipartimento sono, in ordine alfabetico:
- Almafuerte
- Arroyo del Medio
- Caà Yarì
- Cerro Azul
- Dos Arroyos
- Gobernador Lòpez
- Leandro N. Alem è il municipio capoluogo e costituisce il fulcro del dipartimento, del quale porta  il nome.
- Olegario Vìctor Andrade